# Снаряд з ядерною боєголовкою

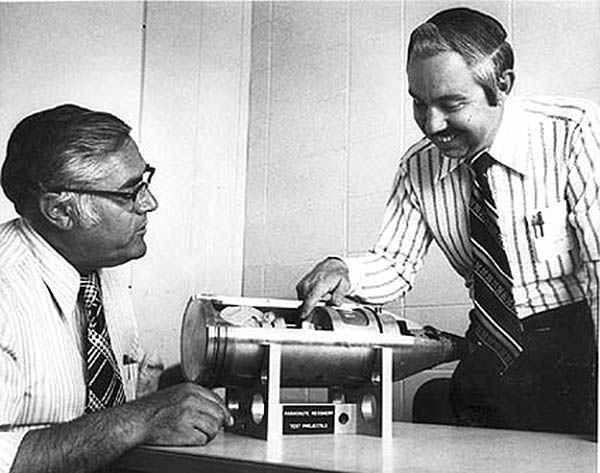
Американські вчені над макетом снаряда з ядерною боєголовкою

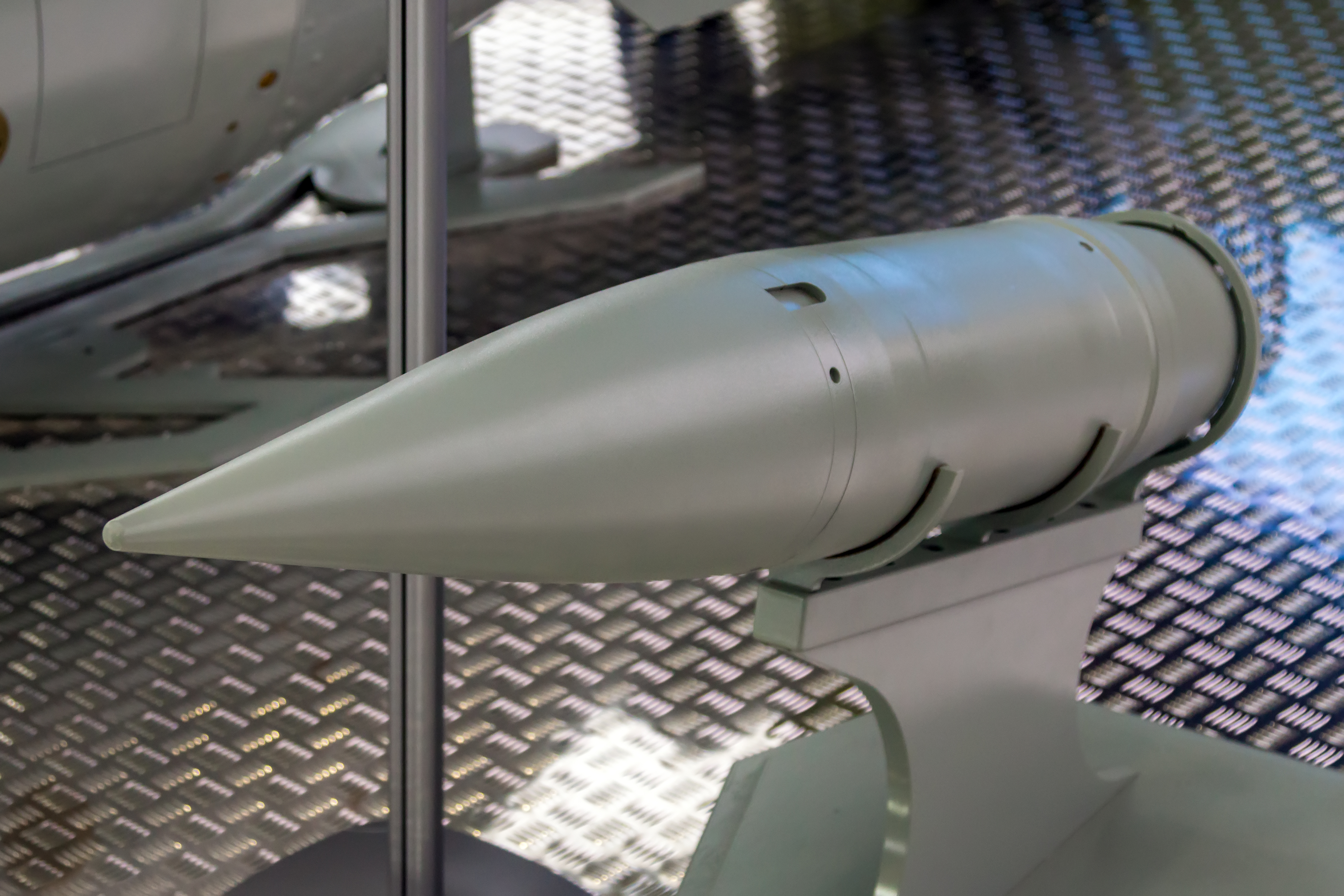
203 мм ядерний боєзаряд РД5-1 для гаубиці Б-4М потужністю 2 кілотонни у тротиловому еквіваленті.

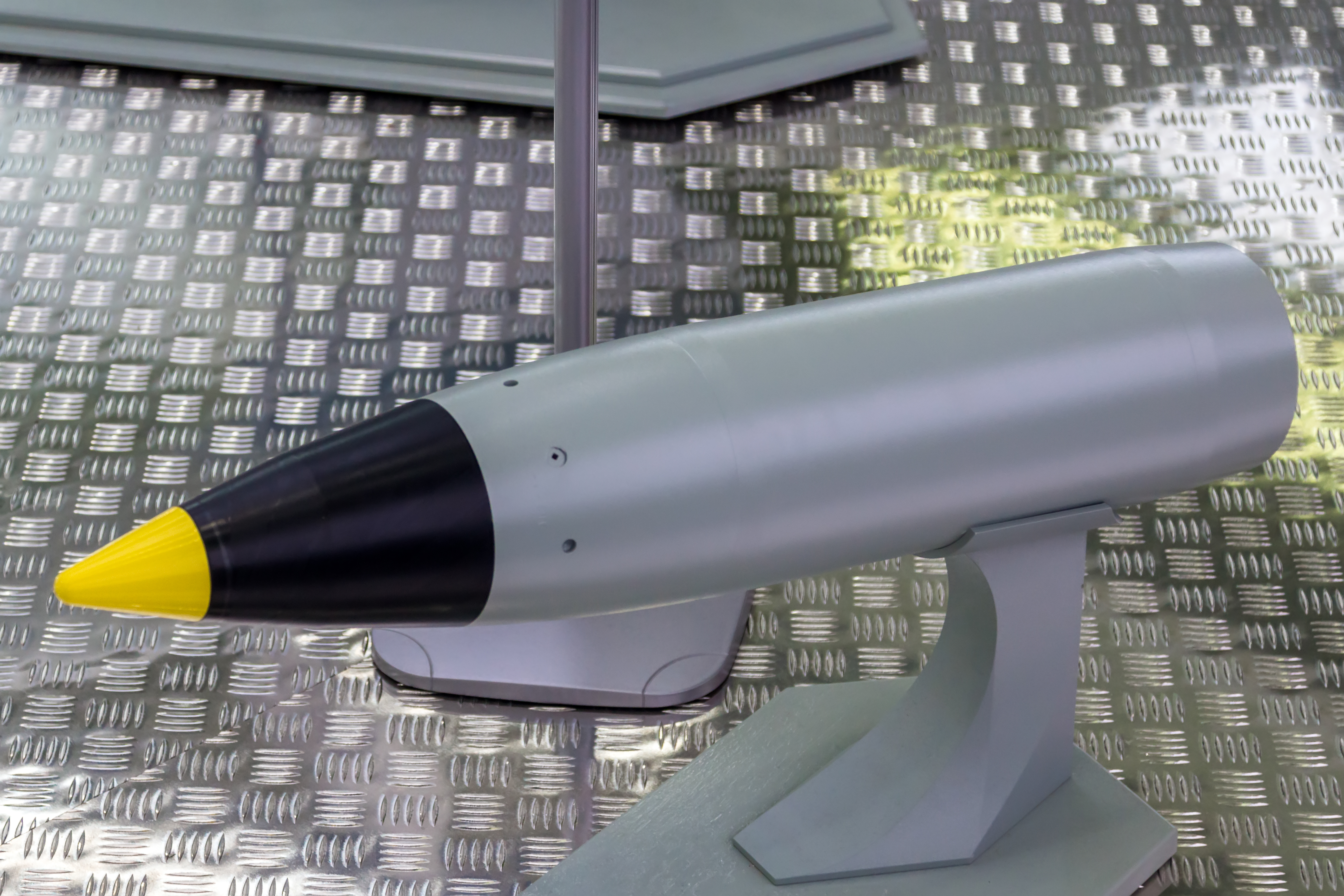
152 мм ядерний боєзаряд РД5-1 для гармати-гаубиці Д-20 потужністю 2,5 кілотонни у тротиловому еквіваленті.

Ядерний снаряд або Снаряд з ядерною боєголовкою — різновид артилерійського снаряда спеціального призначення, уражаюча дія якого базується на використанні енергії вибуху ядерного заряду. Ядерні снаряди призначені для нанесення тактичного ядерного удару по великих цілях та скупченням сил противника.

## Пристрій ядерного снаряда
Основними елементами ядерного снаряда є: корпус, ядерний заряд, система автоматики підриву, підривний пристрій і джерело живлення.
Корпус служить для компонування всіх елементів боєприпасу, оберігання їх від механічних і теплових ушкоджень та іншого впливу зовнішнього середовища, а також для підвищення коефіцієнта використання ядерного пального. В головних (бойових) частинах артилерійських снарядів, корпус виконує додаткові функції, пов'язані із забезпеченням необхідного характеру руху під час польоту снаряда по траєкторії.
Ядерний заряд являє собою пристрій, у якому здійснюється вибуховий процес виділення внутріядерної енергії.
Система автоматики підриву ядерного снаряда забезпечує безпеку своїх військ при зберіганні, транспортуванні та бойовому застосуванні ядерного боєприпасу, а також вибух ядерного заряду в необхідний момент часу або в заданій точці траєкторії.
Підривний пристрій призначений для подання команди системі автоматики на вибух ядерного боєприпасу по досягненні їм заданих координат відносно цілі. В залежності від типу ядерного снаряда і характеру цілі використовуються контактні, неконтактні і дистанційні (тимчасові) підривні пристрої.
Контактні датчики спрацьовують у момент зустрічі боєприпасу з перешкодою, а дистанційні — на заданій висоті (глибині) від поверхні землі (води).
Дистанційні датчики в залежності від типу і призначення ядерного боєприпасу можуть бути тимчасовими, інерційними, барометричними, радіолокаційними, гідростатичними тощо.
Джерелами живлення для ядерного боєприпасу слугують акумуляторні батареї різних типів. Потужність ядерного снаряда характеризується тротиловим еквівалентом.

## Ядерні заряди
Пристрої, що призначені для здійснення вибухового процесу вивільнення внутрішньоядерної енергії, називаються ядерними зарядами.
Розрізняють два основних види ядерних зарядів:
1. заряди, енергія вибуху яких обумовлена ланцюговою реакцією речовин, що поділяються, переведених в надкритичний стан, — атомні заряди;
2. заряди, енергія вибуху яких обумовлена термоядерною реакцією синтезу ядер, — термоядерні заряди.

Основним елементом атомних зарядів є речовина (ядерна вибухова речовина), що ділиться.

## Ядерні снаряди СРСР/Росії
| Тип снаряду                         | Застосовується | Примітка |
| ----------------------------------- | --- | --- |
| 406-мм ядерний снаряд «Конденсатор» | Для гармати СМ-54 (2А3 «Конденсатор»)                                                                                         | Експериментальний, не пішов у серію |
| 420-мм ядерна міна «Трансформатор»  | Самохідна 420-мм мінометна установка 2Б1 «Ока»                                                                                | Експериментальний, не пішов у серію |
| 152-мм ядерний снаряд 3БВ3          | САУ: 2С19 Мста-С, 2С3 Акація; 152-мм гармата-гаубиця Д-20, 2С5 Гіацинт.                                                       | Потужність ядерного заряду 2,5 кт в тротиловому еквіваленті, дальність пострілу 17,4 км. Розроблено РФЯЦ-ВНДІТФ ім. академіка Є. І. Забабахіна у місті Сніжинську. |
| 180-мм снаряд ЗБВ1                  | 180-мм гармата С-23; МК-3-180 (берегова артилерія, раніше флот)                                                               | Дальність пострілу до 45 км. |
| 203-мм снаряд 3БВ2                  | САУ 2С7 «Піон», 203-мм гаубиця Б-4М (Індекс ГРАУ — 52-Г-625М)                                                                 | Дальність пострілу від 18 до 30 км. |
| 240-мм міни 3БВ4                    | 240-мм буксований міномет М-240 зразка 1950 року (Індекс ГРАУ — 52-М-864), 240-мм самохідна мінометна установка 2С4 «Тюльпан» | Дальність пострілу у звичайному виконанні 9,5 км. в активно-реактивному 18 км.                                                                                     |

Особливістю російського підходу до ядерної артилерії є те, що спецбоєприпаси уніфіковані в стандартних лінійках боєкомплектів і не потребують спеціалізованої адаптації для їх використання. При цьому були свої секретні таблиці стрілянини. Без яких і без того невелика точність стрільб була нульовою.

## Ядерні снаряди США
- W54 — для Гармати M65 «Атомна Енні» з перемикаємою потужністю 10-20 кілотонн у тротиловому еквіваленті
- XM454 — 155-мм снаряд для стандартних американських гаубиць. Потужність ядерного заряду — 0,08 кт в тротиловому еквіваленті. Наразі знятий з озброєння. Вважається одним з найменших ядерних боєприпасів, коли-небудь розроблених США.
- XM785 — 155-мм активно-реактивний ядерний снаряд. Потужність ядерного заряду 1,5 кт у тротиловому еквіваленті.
- M422 — 203,2-мм снаряд. Потужність ядерного заряду 2 кт у тротиловому еквіваленті.
- XM753 — 203,2-мм активно-реактивний ядерний снаряд. Потужності ядерного заряду 1 кт (нейтронний снаряд із підвищеним виходом початкової радіації) та 2,2 кт у тротиловому еквіваленті.

## Відео
- 280mm Atomic/Nuclear Artillery [Архівовано 15 грудня 2015 у Wayback Machine.]
- Атомный снаряд…[недоступне посилання з липня 2019]